# Virgin Hotels
Virgin Hotels est une chaîne d'hôtel lancée par Richard Branson et appartenant au Virgin Group en 2010.

Logo de Virgin Hotels.

## Historique

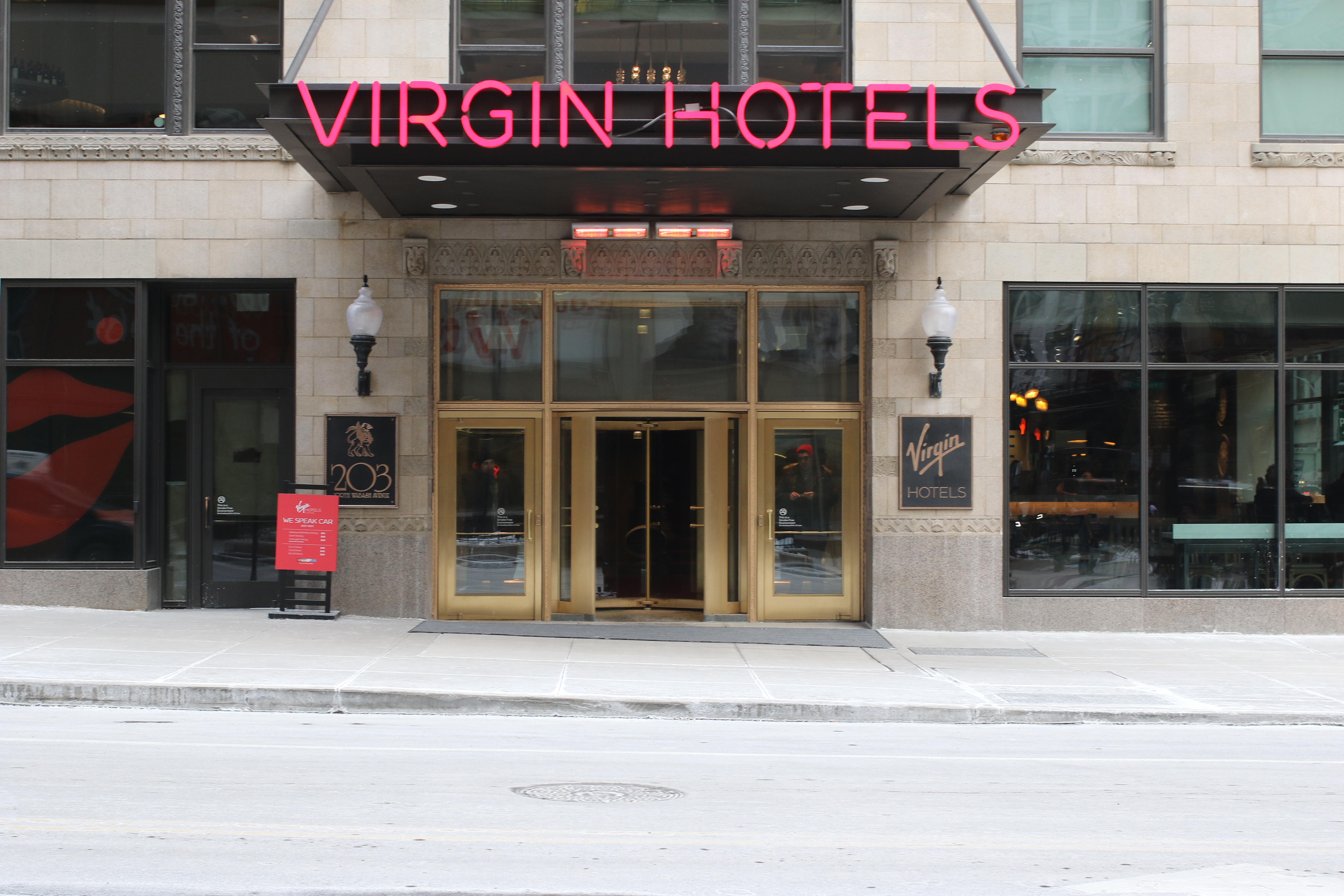
Entrée du Virgin Hotels Chicago.

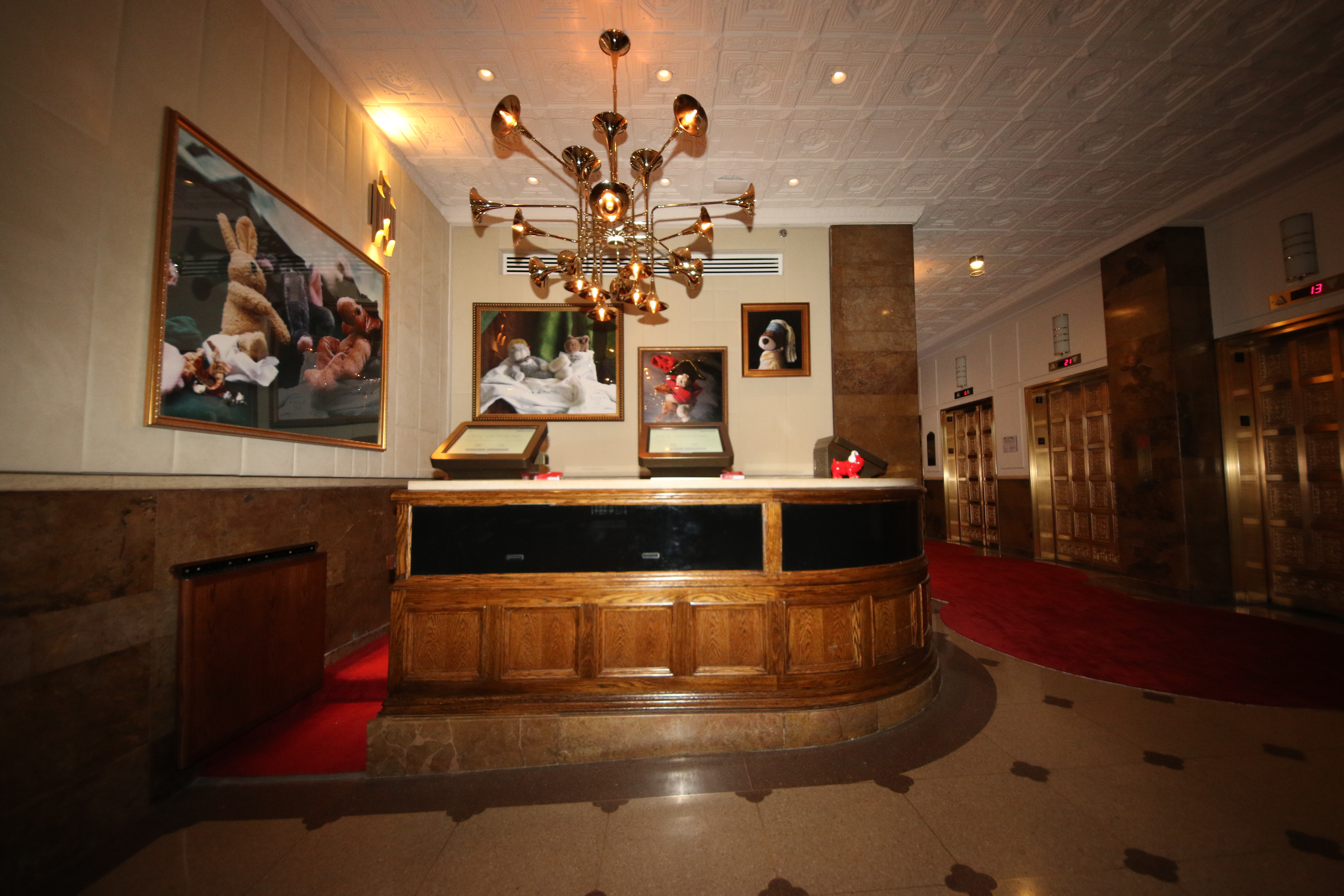
Réception du Virgin Hotels Chicago.

En octobre 2011, Virgin Hotels a acheté le Old Dearborn Bank Building (un bâtiment historique de 25 étages de style Art déco datant de 1928) dans le quartier financier du Loop à Chicago pour 14,8 millions de dollars à Urban Street Group LLC. Le 15 janvier 2015, le premier Virgin Hotel a ouvert ses portes. En février 2019, Virgin Hotels a ouvert ses portes à son deuxième emplacement à San Francisco, en Californie, dans la 4e rue, près des jardins Yerba Buena.
L'hôtel de Dallas, le dernier à ouvrir en décembre 2019, est situé dans le Design District, près du centre-ville de Dallas.
Le groupe britannique Virgin Hotels Group Limited possède le portefeuille de propriétés Virgin Limited Edition qui comprend des complexes de luxe tels que celui de Necker Island.

## Développement prévu
D'autres hôtels sont prévus à New York et à Nashville. Le site de 300 chambres de New York sera situé au coin de la 29e rue et de Broadway. Une autre propriété, celle de Nashville de 240 chambres doit être située à One Music Row.
Le groupe vise à avoir des hôtels dans 20 sites d'ici 2025.
En janvier 2018, des rumeurs ont surgi concernant les premières négociations de Virgin en vue de l'achat du Hard Rock Hotel and Casino à Las Vegas.
À partir de mars 2018, le Hard Rock Hotel and Casino devrait être rebaptisé Virgin Hotels Las Vegas d'ici la fin de 2019. En mai 2020, l'hôtel de Las Vegas n'était toujours pas ouvert. Actuellement, le site Web affiche une date d'ouverture à l'automne 2020.

## Propriété actuelle

### États-Unis
- Virgin Hotels Chicago (Chicago, Illinois)
- Virgin Hotels Dallas (Dallas, Texas)
- Virgin Hotels Nashville (Nashville, Tennessee)
- Virgin Hotels San Francisco (San Francisco, California)